# Kita-ku (Hamamatsu)
Pour les articles homonymes, voir Kita-ku.
Kita (北区, Kita-ku) était l'un des sept arrondissements de la ville de Hamamatsu au Japon. Il était situé au nord-ouest de la ville, au bord du lac Hamana.

## Démographie
L'arrondissement occupe 295,54 km2 pour une population de 93 400 habitants (au 1er juin 2016) soit une densité de population de 316 habitant/km2.

## Histoire
L’arrondissement a été créé en 2007 quand Hamamatsu est devenu une ville désignée par ordonnance gouvernementale. Il correspond aux anciens bourgs d'Inasa, Hosoe et Mikkabi qui avaient fusionné avec Hamamatsu en 2005. Le 1er janvier 2024, il est intégré dans les nouveaux arrondissements de Chūō-ku et Hamana-ku.

## Transports publics
L'arrondissement est desservi par la ligne Tenryū Hamanako de la compagnie privée Tenhama.